# Rối loạn suy nghĩ
Rối loạn suy nghĩ (TD) đề cập đến suy nghĩ hỗn loạn biểu lộ qua lời nói lộn xộn. Rối loạn suy nghĩ bao gồm lời nói không đúng trọng tâm, nghèo nàn, hời hợt, mơ hồ, phi logic, dai dẳng và gặp trở ngại trong suy nghĩ.
Các nhà tâm thần học xem xét rối loạn suy nghĩ chính thức là một trong hai loại rối loạn suy nghĩ, với loại còn lại là hoang tưởng. Cái sau liên quan đến "nội dung" trong khi cái trước liên quan đến "hình thức". Mặc dù thuật ngữ "rối loạn suy nghĩ" có thể chỉ đến một trong hai loại, nhưng theo thông thường, nó thường đề cập đến một rối loạn suy nghĩ về "hình thức" hay được gọi là rối loạn suy nghĩ chính thức.
Eugen Bleuler, người đặt tên cho bệnh tâm thần phân liệt, cho rằng rối loạn suy nghĩ được định nghĩ bởi tính chất đặc trưng của nó. Tuy nhiên, rối loạn suy nghĩ chính thức không chỉ xảy ra trên bệnh nhân tâm thần phân liệt hoặc rối loạn tâm thần. Nó thường là một triệu chứng của hưng cảm và ít gặp hơn trong các rối loạn tâm thần khác như trầm cảm. Clanging (tiếng vang rền) hoặc echolalia (chứng nhại lời) có thể hiện diện trong hội chứng Tourett. Bệnh nhân có ý thức bị che mờ, giống như tìm thấy trong mê sảng, cũng bị rối loạn suy nghĩ chính thức.
Tuy nhiên, có một sự khác biệt lâm sàng giữa hai nhóm này. Những người bị tâm thần phân liệt hoặc rối loạn tâm thần ít có khả năng chứng tỏ về ý thức hoặc quan tâm về rối loạn suy nghĩ. Clayton và Winokur đã gợi ý rằng điều này dẫn đến việc không thể sử dụng cùng loại logic Aristoteles như những người khác. Mặt khác, bệnh nhân có ý thức bị che mờ, được gọi là bệnh nhân "hữu cơ", thường thể hiện sự nhận thức và quan tâm, và phàn nàn về việc "nhầm lẫn" hoặc "không thể nghĩ thẳng"; Clayton và Winokur cho rằng điều này là do kết quả rối loạn suy nghĩ của họ, thay vì, từ những thiếu sót nhận thức khác nhau.